# シャルル・ド・ゴントー

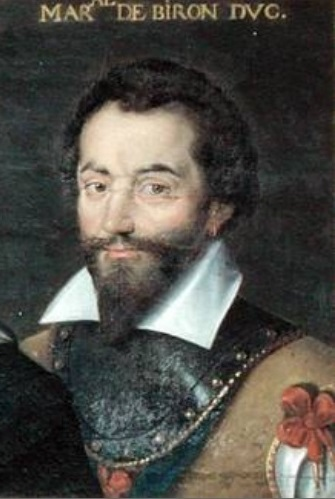
ビロン公シャルル・ド・ゴントー

シャルル・ド・ゴントー＝ビロン（Charles de Gontaut-Biron, 1562年 - 1602年7月31日）ないしビロン公シャルル・ド・ゴントーは、フランスの軍人。アンリ4世の信頼が厚く、フランス大元帥にもなったが、国王を裏切ろうとした陰謀事件の結果処刑された。

## 生涯
1562年にアルマン・ド・ゴントー＝ビロン（Armand de Gontaut-Biron）の息子としてサン＝ブランシャール（Saint-Blancard）に生まれ、ペリゴール地方のビロンにあった一族の城で教育を受けた（この城は現存している）。おばであるブリザンブール夫人（Madame de Brisambourg）はプロテスタントの立場で教育を行ったが、改宗させるには至らなかった。母はプロテスタントだったが、父はカトリックだった。
彼は元帥であった父の指揮下で初陣を飾り、忠実さと勇猛さとをもって長きにわたりアンリ4世に仕えた。そして1590年に旅団長となると、アルクの戦い（Bataille d'Arques）、イヴリーの戦い（Bataille d'Ivry）、パリ攻囲戦、ルーアン攻囲戦、オマールの戦いなどで、次々と戦果を挙げた。
王はその功績を称え、彼をフランスとブルターニュの提督（1592年）、フランス元帥（1594年）、ブルゴーニュ総督、公爵・廷臣（duc et pair, 1598年）に相次いで任命し、イングランド女王エリザベス1世の元へは大使として派遣した。
また、王は1595年のフォンテーヌ＝フランセーズの戦い（bataille de Fontaine-Française）では、ビロンの命を助けていた。にもかかわらず、彼は王に対する陰謀を企て、スペインやサヴォイア公国と手を結び、故国に刃を向けようと準備を始めた。サヴォイア公はアンリ4世に向けて貴族達が叛乱を起こすのと引き換えに、三女をビロン公に娶せることを提案し、またその叛乱の中でビロン公はブルゴーニュとフランシュ＝コンテに君臨することになっていた。
しかし、陰謀はその問題を調査していたラファンによって暴かれた。ビロン公は一切を否認しようとしたが、彼の残していた書付がそれを台無しにした。アンリ4世はリヨンで一度彼を許し、その後も何度も許そうとしたのだが、そのたびに新しい罪状の証拠と彼の懺悔が繰り返され、無駄になった。
そのため、彼は1602年6月13日から14日にかけての夜にフォンテーヌブローで逮捕された。7月13日にはしっかりと護衛されたラファンがパリに到着し、14日にはビロン公が告発者の前に引き立てられた。17日には大逆罪の審理が高等法院の判事達の手で行われ、27日には審理への参加を拒否していた廷臣たちが欠席する中でビロン公自身が出廷した。
29日にビロン公の大逆罪に対して死刑が言い渡され、1602年7月31日に収監されていたバスチーユ内で斬首された。

## 創作
ビロン公の裏切りと審理は、イングランドの劇作家ジョージ・チャップマン（George Chapman, 1559?-1634）によって「ビロン公シャルルの陰謀と悲劇」（The Conspiracy and Tragedy of Charles Duke of Byron, 1608年）という作品にまとめられ、上演された。